# 岡本真来
岡本 真来（おかもと しんぎ、本名：岡村 信善、1973年6月25日 - ）は、日本のミュージシャン、実業家である。

## 来歴
1973年6月25日、東京都中野区上高田出身。幼少期は静岡県熱海市で育つ。父はザ・ジャガーズのボーカル岡本信、母は女優の三笠礼子。沼津学園高等学校、サイバー大学入学。
芸能プロダクションイエローキャブの元オーナー（6代目社長）。
現在はイベント・フェス企画制作、動画制作、キャスティング事業、アーティストマネージメント（島谷ひとみ他）を手がける株式会社whynotの代表取締役。
曲山英里（グラビアアイドル）と結婚、その後離婚し現在は未婚で沖縄に居住しながら東京での事業を手がける。
幼少期から父の影響で音楽を始め高校に通いながらミッキー吉野付きボーカルトレーニングを受ける。
17歳の時にミッキー吉野からの話で東京に上京し本格的な音楽活動を始める。元高田純次の付き人。
1999年にソニーミュージック系「アウトサイド」とメジャー契約。「Térra-テラ-」としてメジャーデビューし数々のエンディングテーマに起用される。同時期にシドニーオリンピックサッカー日本代表選の国家独唱者に抜擢される。
2001年に岡本真来（オカモトシンギ）としてソロ活動を始動させ、名古屋の人気音楽番組「On・On・On」のメインパーソナリティーとして活躍。
サークルKのイメージキャラクターとしてCMに起用されるなど活動。
2010年よりミス・ユニバース・ジャパンの運営を地方大会運営サポートとして参画。オリジナルの短期カリキュラムを使用し育てた代表者が2011年2012年とミス・ユニバース・ジャパンの2位と3位を獲得し、2014年にはミスアジアパシフィックにて日本代表を輩出し世界4位を獲得。現在も上記カリキュラムを日本代表の育成などに活用されている。
Beingからメジャーデビューした「La PomPon」のビジュアルプロデュースなど数々のアーティストのビジュアルプロデュースを手がけるなどビューティープロデューサーとしてヘアメイクやジャケットデザインなどで活躍している。
2015年から、イエローキャブのライセンスを取得し、イエローキャブの実質オーナー（6代目社長）になる。2019年7月株式会社Mプロダクション（東京・千代田区)に売却した。
沖縄のファッションショー琉球アジアコレクション（現在はドゥシフェス）のイベント制作を手がけライブ&ファッションショーのプロデューサーとしても活躍。
2020年から世界的フルーティストの上野星矢を手がけるなどクラシック事業にも着手。現在は作詞・作曲・アレンジも手掛け多くの著名アーティストに楽曲提供などを行なっている。レジェンドサーファーで結成した「島ばななーず」の音楽プロデューサーとしても活躍。
2022年島谷ひとみ35枚目のシングル「Mystic World -ミスティックワールド-」のサウンドプロデュース・アレンジを担当している。尚同曲は、USENヒットチャートランキングで3位を獲得している。
2023年アートクリエイター「SHINGIIIIII」(読み；シンギー)としてデビュー。水墨画から現代アートまで幅広いジャンルの作品を描いており、2023年10月には初の個展「色彩の音律ワールド」を開催。同11月にはドバイにも初出展し、HAWAII ARTの新鋭アーテイストとして、注目を集める。
ハワイ、沖縄、東京で制作活動をしており、ハワイの世界的アーテイスト「Heather Brown」から SHINGIIIIII HAWAII ART を見て絶賛されるなど、これまでにいない、全く新しいアーテイストとして、注目されている。
2024年2月に掛軸作品を紹介する個展、「シンギズム〜和洋融合の時空軸〜」を開催。
2024年3月にはハワイで開催されるるHeather Brown、Nick Kucharなどが出展する『HONOLULU ART MARKET2024』への出展が決定している。

## アーティスト
17歳の時に父親（岡本信）の友人ミッキー吉野に見出され、東京都六本木のライブハウス湘南クラブにてハウスバンドとしてバンド「湘南クラブ」を結成。ボーカルとして抜擢され、週刊大衆・DIME・サンデー毎日などで取り上げられる。
1993年にはTBSテレビ「ARIGA-10」にレギュラー出演し、翌年の1994年NHKドラマ新銀河「コラ!なんばしよっと2」最終回に出演するなど精力的に活動する。
1997年にはバンド「SHUTAIL」（シュータイル）に正式加入。
1998年2月 原宿の神宮橋にて自主的にストリートライブを始め、全国各地でストリートライブを精力的に行う。
4月 バンド名を「T'erra」に変更し、本格的に活動開始。
埼玉・熊谷ボーグを皮切りに全国26ヶ所をまわり、ツアーのファイナルとなった川崎クラブチッタでは1250人を動員する。このツアーでの総観客数10430人であり、数々の動員記録を更新した。その年の12月、レーベル「アウトサイド」（ソニー・ミュージック系）と専属契約。メジャーデビューをし全国的な活動を行う。
シドニーオリンピックサッカーアジア第一予選日本ラウンド（6月28日）日本対マレーシア戦で国歌独唱者に抜擢される。
2000年12月31日に行われた名古屋ライブを最後に解散を発表。その後、ソロアーティストとして活動を再開する。
2012年5月15日付け自身のブログにて音楽活動からの引退を表明。以降は実業家に専念している。

### CD
- 1999年5月21日 メジャーデビュー1st MAXI SINGLE 「Starting Over/I will...」（フジテレビ「ネプフジ」EDテーマ）
- 1999年8月4日  2nd MAXI SINGLE 「STAND OUT」
- 1999年11月17日 3rd MAXI SINGLE 「New day/wish」（フジテレビジョン「笑楽園」EDテーマ）
- 1999年12月8日 1st ALBUM 『bridge』
- 2000年7月26日 4th MAXI SINGLE 「Cosmic Road」（TBSテレビ「筋肉番付」エンディングテーマ）
- 2000年7月21日　shingi okamoto 1st SINGLE 「Jasmin again」（甲斐よしひろプロデュース）を名古屋限定でリリース
- 2002年　1st mini alubm 『I...』リリース　初回盤にはトレーディングカード付き
- 2004年　2nd SINGLE「WITHOUT NOTICE/13月のX'mas」リリース
- 2006年  ALBUM『perfect love』リリース

### ライブ
- レインボーホール　サークルK・東海テレビプレゼンツ スーパーライブに出演。動員約1万人
- 全国7大都市ツアー（福岡、名古屋、札幌、新潟、仙台、大阪）「T3+α」ファイナル東京 渋谷ON AIR EAST
- 2000年12月 T'erra解散ライブ（12月25日）
- Mt.ENA ロックフェスティバルに出演（9月23日）
- 名古屋・ボトムライン『SHINGI EXPO 2001』（10月27日）
- 韓国でテレビ(ON.ON.ON)収録＆ストリートライブを行う。
- SHINGI OKAMOTO LIVE TOUR 2002 MOTHER SHIP 東京・渋谷DeSeo /福岡・DRUM Be-1 /名古屋・E.L.L
- 東京・赤坂プリンスホテル クリスタルパレス(斉藤ノブ　presents special countdown live)出演。
- 「真空」江東文化センター大ホール

### ラジオ
- BAY-FM「アーティストパラダイス テラのいかすぜ!ロックンマーケット」(レギュラー)
- JFN「ラジオ黄金時代パート2」（レギュラー）
- FM DANVO 「岡本真来のD-vision2」
- FM DANVO 公開生放送「D-vision Φ」
- レインボータウンFM「斉藤ノブプレゼンツ MUSIC BLOW」(レギュラー)
- TOKYO FM「アフタヌーン・ブリーズ」生出演
- FM愛知「マジカルジャンクション」

### テレビ
- 東海テレビ「On・On・On」メインパーソナリティ
- テレビ神奈川「DGTV DI:GA」メインパーソナリティ
- フジテレビ「ふうふうごはん」出演
- 毎日放送「ちちんぷいぷい」でTVやCMで気になる人を紹介するコーナー【今日のダレ？】で紹介される。
- 24時間テレビ 「愛は地球を救う」ライブ出演
- TBSテレビ「ARIGA-10」レギュラー
- worldnet.tv「岡本真来のイってPON！」

### CM
- サークルK「BiDaN CLuB」（サークルKとコーセー化粧品がタイアップして作った男性化粧品）イメージキャラクターも兼ねる

### 絵画
- 「現代・墨への挑戦2000」全国展で出展した水墨画が奨励賞を受賞
- 第14回 上野の森美術館「日本の自然を描く」展に入選

- 「明治生命 絵画コンクール」全国展で出展した水彩画が最優秀賞を受賞
- アクリル絵の具の作品を手がけ発表している。
- 2023年10月　初の個展「色彩の音律ワールド」開催
- 2023年11月　ドバイ初出展
- 2024年2月　「シンギズム〜和洋融合の時空軸〜」を開催
- 2024年3月　「HONOLULU ART MARKET2024」へ出展決定

## 実業家として
2003年に株式会社レジャーライセンスジャパン（現在は社名変更し株式会社PAF）を設立し東京都六本木・銀座に数店舗の飲食店など8店舗を展開。
その後岐阜に結婚式場・星野敬太郎ボクシングジムを経営するも結婚式場が失敗し撤退。
2010年から、ミス・ユニバース・ジャパン沖縄大会の運営を手掛ける。その他にも九州・沖縄・静岡・山梨・長野・群馬・秋田の大会を運営。
2012年から、ミス・アジアパシフィック日本代表理事を務め世界大会の運営などを手がける。
2012年4月から、株式会社ライジング沖縄の東京支社長に就任。
2013年3月芸能プロダクションイエローキャブプラスを設立し代表取締役に就任。
2013年2月株式会社whynotを設立し代表取締役に就任。アーティストプロデュース・キャスティング事業・広告代理店行を手がけ現在も代表を務めている。
2015年3月DeNAの運営するSHOWROOMの動画配信・イベント制作会社としてDeNAと共同で株式会社SHOWGATEを設立し代表取締役に就任。2018年に辞任。
2015年小池栄子、佐藤江梨子らが所属していたイエローキャブの保有していた商標ライセンスを取得。イエローキャブの実質オーナーになる。
RACo 琉球アジアコレクション（現在のドゥシフェス）の総合プロデューサーに就任。数々のアーティストやアイドルのビジュアルプロデュース担当するなど、ビューティープロデューサーとして活躍している。
2018年3月doraqma entertainment(ドラクマエンターテイメント)を代表取締役の江藤大と共に設立しお笑い芸人の育成・メンズアイドルのプロデュース事業を行なっている。
2019年3月に株式会社whynotの本店を東京都新宿区（新宿区西新宿2-6-1新宿住友ビル45F）に移転。